# Nexus S
El Nexus S (Samsung GT-I9020T) és un smartphone dissenyat per Google i Samsung i fabricat per Samsung Electronics. És el primer smartphone que utilitza el sistema operatiu Android 2.3 "Gingerbread" —que incorpora el català— i el primer dispositiu Android que dona suport a NFC tant en maquinari com en programari. Aquesta va ser la segona vegada que Google va treballar amb un fabricant per produir un telèfon, el primer fou el Nexus One.
Aquest dispositiu té un bug crític que fa que es reiniciï en trucades de més de 3 minuts.

## Història
El Nexus S, inicialment anomenat Nexus Two, va ser presentat el 15 de novembre del 2010 per l'executiu en cap de Google Eric E. Schmidt a la Trobada Web 2.0 (Web 2.0 Summit) de San Francisco (Califòrnia). Google el va anunciar oficialment al seu bloc el 6 de desembre de 2010 i deu dies després ja es va començar a vendre als Estats Units d'Amèrica.

## Maquinari

### Processador
El Nexus S té el processador Samsung S5PC110. Aquest processador combina una CPU basada en ARM Cortex A8 de 45 nm a un GHz amb GPU PowerVR SGX 540. El nucli de la CPU, amb nom en codi "Hummingbird", va estar desenvolupat conjuntament per Samsung i Intrinsity. La GPU, dissenyat per Imagination Technologies, dona suport a OpenGL ES 1.1/2.0 i és capaç de moure fins a 90 milions de triangles per segon.

### Memòria
El Nexus S té 512 megabytes de memòrica dedicada (Mobile DDR) i 16 GB de memòria iNAND, dividida de com 1 GB d'emmagatzematge intern i 15 GB d'emmagatzematge USB.

### Pantalla
El Nexus S utilitza una pantalla tàctil de 100 mm (4 polzades) de vidre corbat, anomenada per Google com a "Contour Display", Super AMOLED WVGA PenTile fabricada per Samsung. Fora dels Estats Units d'Amèrica i del Regne Unit, la pantalla és Super LCD.